# Mycetophila vianai
Mycetophila vianai är en tvåvingeart som beskrevs av Duret 1981. Mycetophila vianai ingår i släktet Mycetophila och familjen svampmyggor. Inga underarter finns listade i Catalogue of Life.